# 泰尔西亚
泰尔西亚（法語：Tercillat，法語發音：[tɛʁsija]）是法国克勒兹省的一个市镇，位于该省北部，属于盖雷区。

## 地理
泰尔西亚（46°24'29"N, 2°3'15"E）面积13.64 平方千米，位于法国新阿基坦大区克勒兹省，该省份为法国中部省份，位于法國中央高原西北部，北起安德尔省和谢尔省，西接维埃纳省，南至科雷兹省，东临多姆山省，东北与阿列省接壤。
与泰尔西亚接壤的市镇（或旧市镇、城区）包括：贝泰特、拉塞莱特、努泽里内、萨兹赖、维古朗、维容。

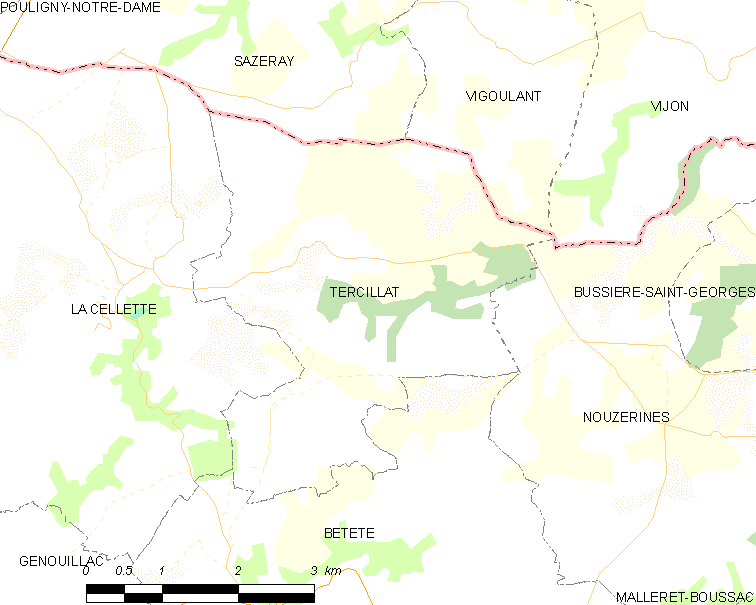
泰尔西亚的OSM定位图

泰尔西亚的时区为UTC+01:00、UTC+02:00（夏令时）。

## 行政
泰尔西亚的邮政编码为23350，INSEE市镇编码为23252。

## 政治
泰尔西亚所属的省级选区为布萨克县。

## 人口

1962-2008年间泰尔西亚人口变化图示

泰尔西亚于2022年1月1日时的人口数量为154人。

## 交通
克勒兹省省道D2线、D3A1线和D88线经过境内。